# Пилюшин, Иосиф Иосифович
Иосиф Иосифович Пилюшин (1903 — 1979) — советский снайпер, уничтоживший 136 солдат и офицеров противника, старшина. Инструктор снайперского дела, обучивший 384 солдата снайперскому искусству. Кавалер орденов Красного Знамени и Красной Звезды. Мастер спорта СССР по пулевой стрельбе (1939).

## Биография
Иосиф Иосифович Пилюшин родился в деревне Урбаново Миорского района Витебской области Белоруссии. С 1925 по 1927 годы проходил срочную службу в рядах РККА. Благодаря упорным тренировкам, он освоил искусство пулевой стрельбы, а после демобилизации записался в стрелковый кружок при школе Осоавиахима. Помимо работы на заводе и учёбы в школе, а затем в вечернем институте, Пилюшин занимался стрелковым спортом: в 1935 году он получил первый разряд, а в 1939 звание мастера спорта СССР.
На фронтах Великой Отечественной войны с 21 июля 1941 года. В первом же бою уничтожил разведчика противника. Участвовал в боях на Ленинградском фронте, в районе Урицка-Лигово, где получил 3 лёгких ранения. Неоднократно выходил на передний край боевых действий и под артиллерийским и пулемётным огнём противника вёл охоту за противником. Во время блокады Ленинграда погибли его жена и два сына, и Пилюшин говорил, что «будет мстить за них пока хватает сил». В 1942 году был тяжело ранен и потерял правый глаз, но после выписки из госпиталя освоил стрельбу с левого плеча и продолжил службу.
В 1944 году был тяжело контужен, что привело к потере зрения, комиссован и уволен из армии.
Всего за время участия в боевых действиях И. И. Пилюшин уничтожил 136 немецких солдат и офицеров, а также подготовил около 384 снайпера.
В 1950-х годах полностью потерял зрение 75 % 2-го глаза. В 1958 году написал и издал книгу мемуаров «У стен Ленинграда», книга переиздавалась два раза. Одна из страниц «900 дней Ленинграда» написана им.
2 марта 1979 года Иосиф Иосифович Пилюшин скончался.

## Награды
- Орден Красного Знамени
- Орден Красной Звезды
- Медаль «За отвагу»
- Мастер спорта СССР

## Цитаты
Бой — это тяжелый труд. Он требует от воина всех сил без остатка. В ратном труде ничего не делается на авось, наполовину, нет скидки на усталость или неподготовленность бойца. Вы ставите на карту не только своё умение воевать, но и душевные качества. Не заметил, промедлил — за вас расплачиваются кровью и жизнью сотни товарищей.